# 世宗基地
世宗基地（セジョンきち、せいそうきち）は、南極キングジョージ島にある大韓民国の南極観測基地。韓国海洋研究院が管轄。基地名は朝鮮王朝第4代国王世宗に由来する。

## 概要

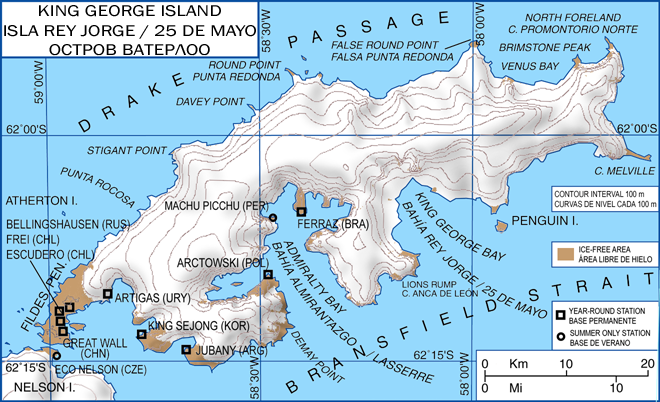
キングジョージ島における世宗基地の位置

1988年に完成した基地。2011年段階で通年観測を実施している。基地への物資・人員輸送は、近隣のエドゥアルド・フレイ・モンタルバ基地（チリ海軍管轄）にある滑走路を利用した空輸を中心としてきたが、後述する2003年の事故を踏まえて、砕氷船の利用も行われるようになった。

## 事故・事件
- 2003年、対岸のチリ基地へゴムボートによる人員輸送を行った際、天候悪化により1隻が転覆。1名が死亡した[1]。
- 2009年、基地のコック長が総務担当者に殴打される暴行事件が発生。同年に発行された月刊朝鮮10月号に映像付きで掲載された。